# Carditamera gracilis
Carditamera gracilis är en musselart som först beskrevs av Robert James Shuttleworth 1856.  Carditamera gracilis ingår i släktet Carditamera och familjen Carditidae. Inga underarter finns listade i Catalogue of Life.